# Большаков, Вадим (нейробиолог)
Вади́м Большако́в (род. 1959, Казань) — американский нейробиолог, профессор Гарвардского университета.
Занимается клеточными механизмами поведения. В частности, он продемонстрировал, что негативно-эмоциональные воспоминания, вызывающие неосознанный страх и тревогу, связаны с долговременными изменениями в работе синаптических контактов в амигдале. Он также показал, что такого рода воспоминания контролируются экспрессией специфических генов в районах мозга отвечающих за эмоциональные состояния.

## Биография
Вадим Большаков родился в 1959 году в Казани.
Работал в Колумбийском университете в Нью-Йорке с Эриком Канделем. В настоящий момент (2012 год) живёт в Бостоне (США).